# Lamă
Lama este un cameloid, familie care a evoluat acum 40-50 de milioane de ani în America de Nord. Termenul lama este folosit pentru toate cele trei subcategorii din America de Sud: vicuña, alpaca și guanaco. Aceste animale au fost utilizate pe scară largă ca un animal de povară și pentru alimentație de către cultura Andină, cu mult timp înainte de sosirea spaniolilor. În cultura populară lamele sunt în general asociate cu civilizația incașă și Peru.
Lama este un animal sociabil care se organizează în turme. Lamele care sunt bine socializate sunt foarte prietenoase si placute să fie în preajmă. Sunt foarte curioase și majoritatea se vor apropia cu ușurință de oameni. Cu toate acestea, lamele suprasocializate de tinere , vor începe sa amenințe oamenii în același mod în care se amenință una pe alta , ceea ce include lovituri si scuipături.
Când sunt crescute corect, lamele scuipă rareori la un om. Totuși, lamele sunt animale de turmă foarte sociale iar uneori se scuipă reciproc ca o modalitate de disciplinare a lamelor cu un rang inferior.
Clasamentul în ierarhia socială a lamelor nu este niciodată static. Mereu există posibilitatea de a își schimba rangul avand loc diverse lupte între acestea.  Acestea sunt purtate deseori doar între masculi.

Luptele lor consistă din izbiri piept în piept, lupte cu gâtul , lovituri și scuipări.

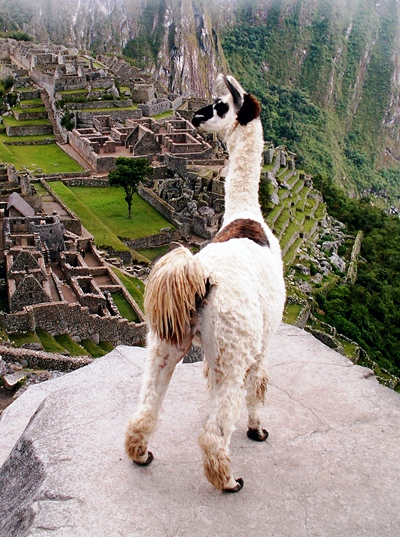
O lamă privind spre Machu Picchu, Peru